# Harptjärnen, Medelpad
Harptjärnen är en sjö i Ånge kommun i Medelpad och ingår i Ljungans huvudavrinningsområde. Sjöns area är 0,005 kvadratkilometer och den är belägen 250 meter över havet.